# Anomiopus preissae
Anomiopus preissae är en skalbaggsart som beskrevs av Canhedo 2004. Anomiopus preissae ingår i släktet Anomiopus och familjen bladhorningar. Inga underarter finns listade i Catalogue of Life.